# Evercast
Evercast é uma empresa privada de software como serviço (SaaS) que desenvolve uma plataforma de colaboração em tempo real voltada principalmente para as indústrias de cinema, televisão e outros setores criativos. Fundada em 2015 por Alex Cyrell, Brad Thomas e Blake Brinker, a empresa tem sede em Scottsdale, Arizona, nos Estados Unidos. Posteriormente, o editor de cinema Roger Barton juntou-se à equipe como cofundador e investidor após utilizar o software. Em 2020, a Evercast foi premiada com um Emmy de Engenharia pela Academia de Artes e Ciências Televisivas.

## História
A Evercast foi estabelecida em 2015 por Alex Cyrell, Brad Thomas e Blake Brinker com o objetivo de criar uma solução tecnológica que permitisse a colaboração remota em tempo real para equipes criativas. A plataforma ganhou destaque ao ser adotada por profissionais da indústria cinematográfica, o que levou Roger Barton, um renomado editor de cinema, a se tornar cofundador e investidor. Em 2020, a empresa recebeu um investimento de mais de 3 milhões de dólares de um investidor anjo não identificado, impulsionando seu crescimento.[carece de fontes?]
A consagração veio em 2020, quando a Evercast foi reconhecida com um Emmy de Engenharia, destacando sua contribuição para a inovação na produção audiovisual remota.

## Produto
A plataforma Evercast permite que equipes criativas localizadas em diferentes partes do mundo colaborem em tempo real em tarefas de produção de vídeo, como revisão de dailies, edição de filmes, mixagem de som, animação e efeitos visuais. Seus principais usuários incluem diretores, editores, artistas de efeitos visuais (VFX), animadores e equipes de som das indústrias de cinema, televisão, publicidade e videogames.

## Prêmios e reconhecimentos
- 2020: Emmy de Engenharia, concedido pela Academia de Artes e Ciências Televisivas.[1]